# Trávnica
Trávnica. do roku 1948 Fíš (maďarsky Barsfüss nebo Füss) je obec v okrese Nové Zámky na Slovensku. Obec se nachází uprostřed Pohronské pahorkatiny ve slovenské Podunajské nížině.

## Historie
Místo bylo poprvé písemně zmíněno v roce 1075 jako Fius; Osada patřila většinou místním šlechticům a v malé míře opatství Hronský Beňadik. Na konci 17. století byla obec vypálena a zpustošena, poté však byla znovu osídlena. V roce 1828 zde bylo 129 domů a 912 obyvatel, kteří se živili zemědělstvím, vinařstvím, chovem koní a chovem dobytka. Do roku 1918 bylo území obce součástí Uherska. V důsledku první vídeňské arbitráže bylo v letech 1938 až 1945 součástí Maďarska. Světovým válkám padlo za oběť 89 zdejších mužů – 54 mužů padlo v první světové válce a 35 mužů padlo v druhé světové válce.

## Pamětihodnosti
- Studna s čerpadlem na větrný pohon, technická památka z roku 1920. Větrem poháněné čerpadlo vhánělo vodu do spádového vodovodu, na který byl napojen zámeček, lihovar a konírna. Po roce 1945 studna přestala být používána, dnes chybí velké větrné kolo, údajně bylo věnováno Slovenskému technickému muzeu v Košicích. Replika kola byla v roce 2018 vrácena na původní místo.

### Církevní stavby
- Římskokatolický kostel Nejsvětější Trojice z roku 1740 (v barokním stylu)[3]
- Kaple Nanebevstoupení Páně z roku 1714

### Kaštely
- Kaštel Baloghovců z konce 18. století (v klasicistním stylu)[4]
- Kaštel Barlanghyovců z roku 1862 (v pozdně klasickém stylu)[5]
- Kaštel Rudnyánszkých z poloviny 18. století (v pozdně barokním slohu)[6]
- Malý zámeček (kúria) z období po roce 1870. Dal jej postavit Ladislav Barlangi pro svou dceru Hermínu, která se provdala za hraběte Augustina Liptaye. V současnosti je objekt v soukromém vlastnictví a slouží jako penzion.[7]

### Parky
V obcí jsou tři parky (arboreta) přilehlé ke kaštelům. Je zde např. liliovník tulipánokvětý, jinan dvoulaločný nebo platany.

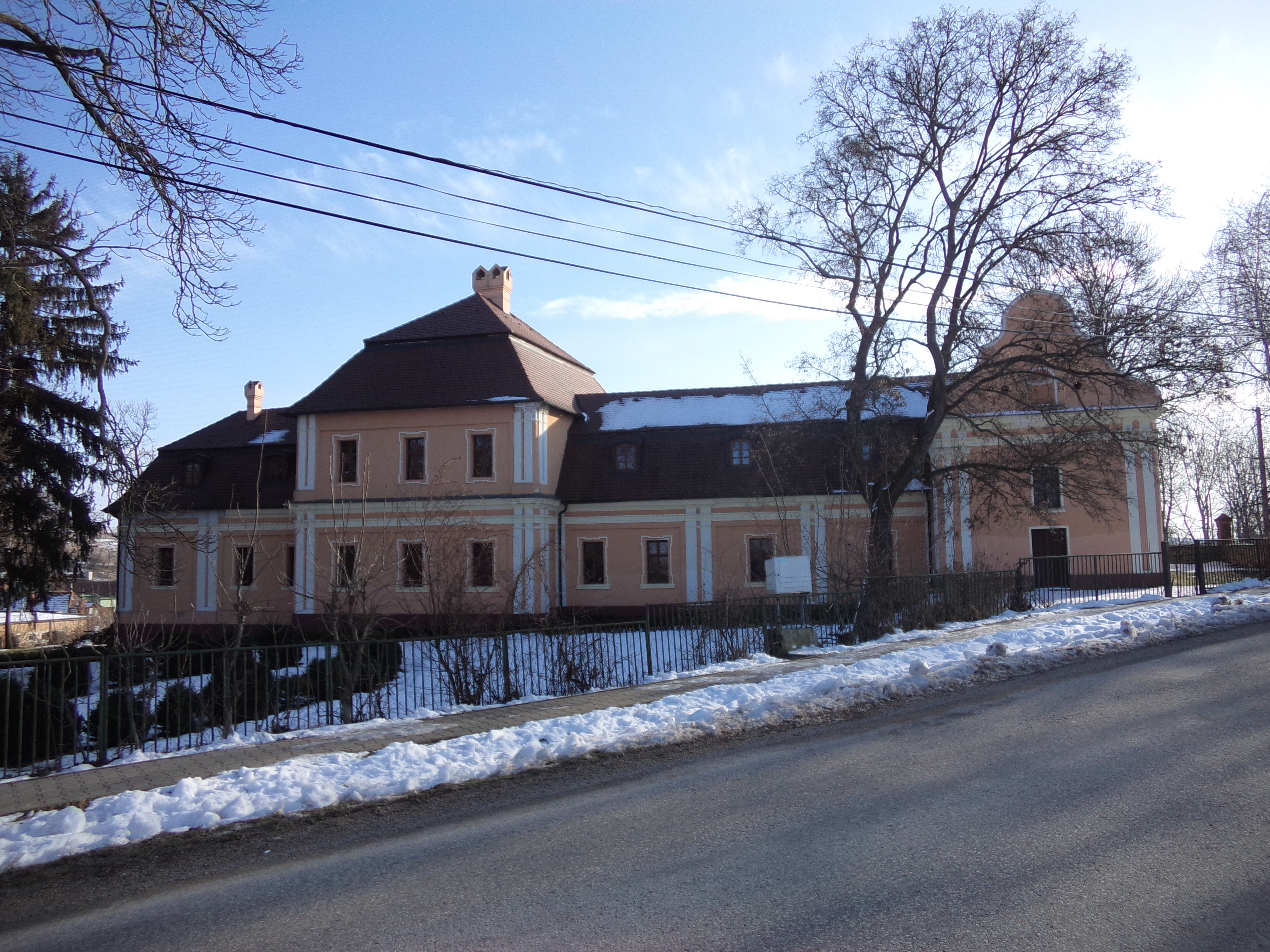
Kaštel Rudnyánszkých

### Pomníky
- Pomník padlým v parku u pozdně barokního zámečku Baloghovců v centru obce
- Pomník padlým, který je na hřbitově se seznamem padlých v I. a II. světové válce